# 賴恩 (澳大利亞國會選區)
賴恩選區（英語：Division of Ryan），是澳大利亞昆士蘭州的下議院選區，位於該州州府布里斯班西郊。面積441平方公里。
選區始於1949年，名字是紀念第十九任州長湯瑪斯·若瑟·賴恩。長期是自由黨的安全選區。工黨只是在2001年的補選中當選過一次，但在八個月後的當年的大選中再輸給自由黨的候選人。2010年代表昆士蘭自由國家黨的珍·普倫提斯當選。